# Cuisiat
Cuisiat era una comuna asociada de la comuna francesa de Treffort-Cuisiat situada en el departamento de Ain, de la región de Auvernia-Ródano-Alpes, que el 1 de enero de 2017 pasó a ser una comuna delegada de la comuna de Val-Revermont al fusionarse con las comunas de Pressiat y Treffort.

## Historia
En 1972 pasó a ser una comuna asociada de la comuna francesa de Treffort-Cuisiat al fusionarse con la comuna de Treffort.

## Demografía
| Gráfica de evolución demográfica de Cuisiat entre 1800 y 2014 |
|                                                               |

Los datos demográficos contemplados en este gráfico de la comuna de Cuisiat se han cogido de 1800 a 1968 de la página francesa EHESS/Cassini, y los demás datos de la página del INSEE.